# Meisterschaft von Zürich 1982
Il Meisterschaft von Zürich 1982, sessantanovesima edizione della corsa, si svolse il 2 maggio 1982 su un percorso di 272 km. Venne vinto dall'olandese Adrie van der Poel, che terminò in 6h49'39" (ad arrivare primo era stato Eric McKenzie, ma fu in seguito squalificato per doping).

## Ordine d'arrivo (Top 10)
| Pos. | Corridore          | Squadra         | Tempo    |
| ---- | ------------------ | --------------- | -------- |
| 1    | Adrie van der Poel | DAF Trucks      | 6h49'39" |
| 2    | Hubert Seiz        | Cilo-Aufina     | s.t.     |
| 3    | Tommy Prim         | Bianchi-Piaggio | s.t.     |
| 4    | Wladimiro Panizza  | Del Tongo       | s.t.     |
| 5    | Daniel Gisiger     | Hoonved         | s.t.     |
| 6    | Jostein Wilmann    | Capri Sonne     | s.t.     |
| 7    | Jacques Michaud    | Coop-Mercier    | s.t.     |
| 8    | Willy Vigouroux    | DAF Trucks      | a 2'01"  |
| 9    | Claudio Corti      | Sammontana      | s.t.     |
| 10   | Walter Delle Case  | Atala           | a 2'12"  |